# Mila (nombre)
Mila es un nombre propio femenino de origen eslavo en su variante en español, frecuentemente.           asociado a la contracción de los nombres eslavos Milena y Ludmila, que significan amada por el pueblo, pero también a otros nombres eslavos que empiezan o terminan por «Milla», siempre y cuando sean derivados del lexema «Mil» (Мил), cuyo significado es querida, amada, llena de gracia. En los países hispanohablantes, suele ser habitual como hipocorístico del nombre Milagros y de sus derivados, y con menor frecuencia de Emilia y Camila.

## Variantes
- Masculino: Milan
- Diminutivo: Carece
- Relacionados: Milena, Ludmila, Luzmila, Milica, Milana, Jamila, Yamila, Milagros, Emilia y Camila

### Variantes en otros idiomas
| Español   | Mila        |
| Alemán    | Mila        |
| Búlgaro   | Мила        |
| Catalán   | Mila        |
| Gallego   | Mila        |
| Inglés    | Milla, Mila |
| Lituano   | Mila, Milá  |
| Polaco    | Mila        |
| Ruso      | Мила        |
| Serbio    | Мила        |
| Suomi     | Mila, Milla |
| Ucraniano | Міла        |